# Norwegische Badmintonmeisterschaft 1960
Die Norwegische Badmintonmeisterschaft 1960 fand in Oslo statt. Es war die 16. Austragung der nationalen Meisterschaften von Norwegen im Badminton.

## Titelträger
| Disziplin    | Sieger                       |
| ------------ | ---------------------------- |
| Herreneinzel | Hans Sperre                  |
| Dameneinzel  | Randi Holand                 |
| Herrendoppel | Hans Sperre Harald Nettli    |
| Damendoppel  | Randi Holand Ragnhild Holand |
| Mixed        | Hans Sperre Randi Holand     |